# Cigonyal

Components bàsics de transformació del moviment lineal altern en rotatiu en un motor: Cigonyal (vermell), pistons i bieles (gris), encaixats els primers dins els cilindres (blau) i el volant d'inèrcia (negre)

El cigonyal és la peça d'un motor que converteix el moviment altern lineal del pistó en moviment circular. Per convertir el moviment altern en rotatiu, el cigonyal disposa de manovelles que són accionades per les bieles. En general es connecta a un volant d'inèrcia per reduir la característica pulsació del cicle de quatre temps i, de vegades, també un amortidor de torsió o de vibració a l'extrem oposat per reduir les vibracions de torsió que poden deteriorar el cigonyal.

## Història

### Antiguitat clàssica

Dibuix representant la serradora hidràulica romana de Hieràpolis, del, la màquina més antiga coneguda amb connexió entre una maneta i una biela.

L'evidència més antiga al món d'una maneta en combinació amb una biela (forma més bàsica del cigonyal) com a part d'una màquina, data del segle III en serradores de la ciutat romana de Hieràpolis, Síria, i a Efes, Àsia Menor. Al frontó de la fàbrica de Hieràpolis, s'observa una sínia d'aigua que alimenta al molí d'alimentació que a través d'un tren d'engranatges i barres acciona les serres que tallen la fusta.
El cigonyal i la connexió dels mecanismes de la barra d'altres serradores són el primer testimoni arqueològic que funciona sense un tren d'engranatges. A la literatura antiga poeta Dècim Magne Ausoni fa referència al segle iv a serres per al treball del marbre d'accionament hidràulic prop Trèveris, actual Alemanya. A la mateixa època, aquest tipus de molí també són descrits pel cristià Sant Gregori de Nissa a Anatòlia, el que demostrà un ús diversificat de l'energia hidràulica per a diverses aplicacions a moltes parts de l'Imperi Romà.

### Edat mitjana

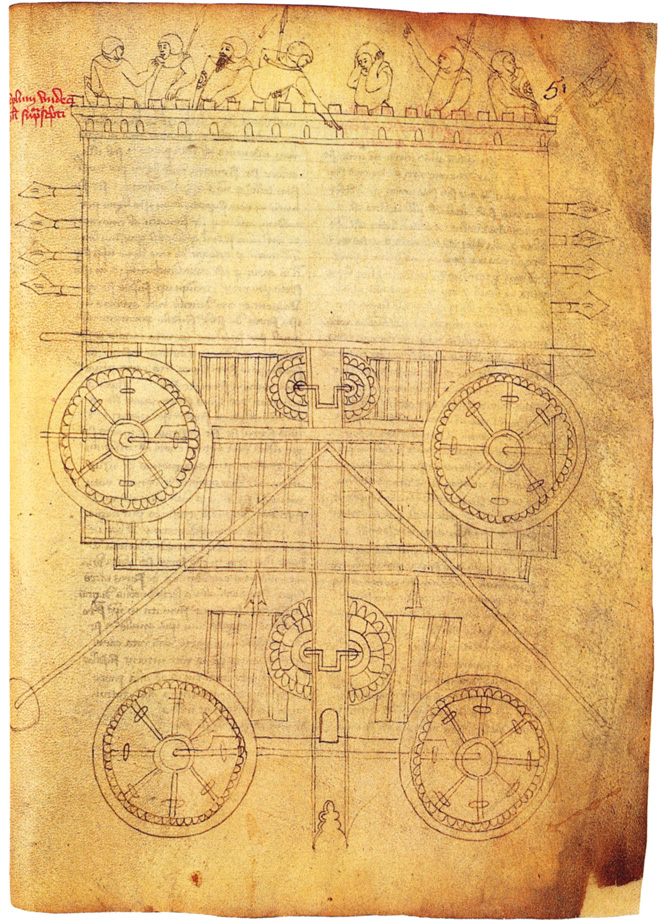
Carro de guerra de Guido da Vigevano

El metge italià Guido da Vigevano (1280−1349) va projectar vaixells propulsats amb rodes de pales i carros de guerra propulsats manualment mitjançant manetes amb eixos (equiparable al cigonyal) i engranatges que movien les rodes o pales.

### Renaixement

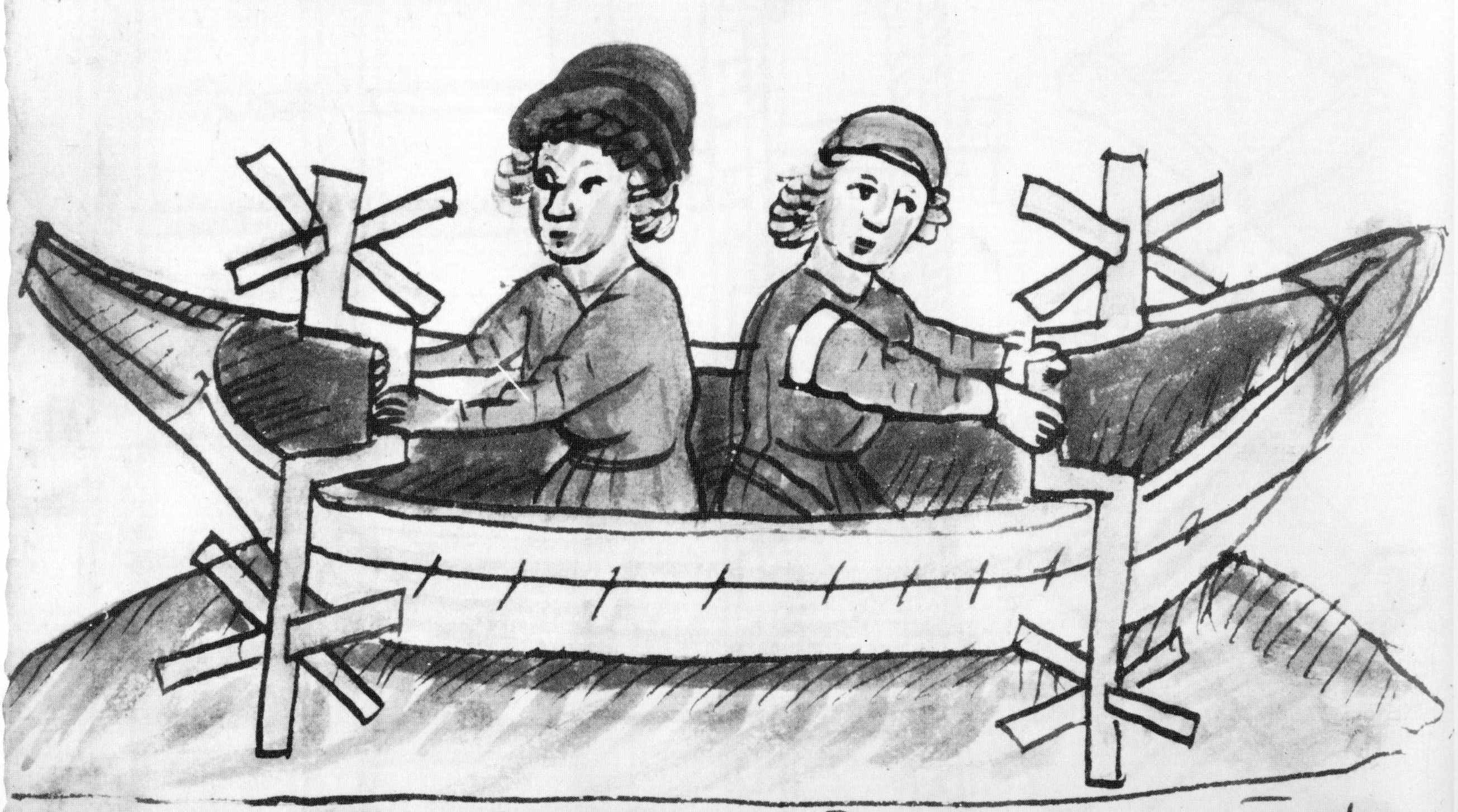
Barca amb propulsió de pales del amb 2 cigonyals que transmeten la força dels tripulants.

Les representacions en primer lloc el compost inestable en el fuster clau apareixen entre 1420 i 1430 en diverses obres d'art del nord d'Europa. La ràpida adopció del compost inestable es pot rastrejar a les obres dels anònims de les guerres husitas, un enginyer alemany desconegut escrit sobre l'estat de la tecnologia militar de la seva època: en primer lloc, la biela, aplicat a les manetes, va reaparèixer, en segon lloc, bieles dobles també va començar a ser equipat amb bieles i tercer, el volant es va utilitzar per a aquestes manetes d'aconseguir que més.
A la Itàlia del Renaixement, l'evidència més primerenca d'una maneta composta amb biela es troba als llibres de dibuix de Taccola, tot i encara no s'entén el funcionament mecànic representat. Un bon coneixement del moviment de la maneta participen demostra una mica més tard que pintava Pisanello un pistó de la bomba conduït per un molí d'aigua i és operat per dos manetes simples i dos bieles.
Un dels dibuixos anònims de les guerres hussites mostra un vaixell amb un parell de rodes de paletes a cada extrem volta pels homes que operen bieles compost (vegeu més amunt). El concepte s'ha millorat molt per l'italià Roberto Valturio en 1463, que va idear un vaixell amb cinc jocs, on les bieles paral·leles estan unides a una sola font d'energia per una biela, una idea també ocupat pel seu compatriota Francesco di Giorgio.
Els mecanismes de cigonyal també van ser descrits per Konrad Kyeser (d. 1405), Leonardo da Vinci (1452-1519) i un agricultor neerlandès anomenat Cornelis van Corneliszoon Uitgeest el 1592. La seva serradora amb energia eòlica utilitzava un cigonyal per a convertir el moviment circular d'un molí de vent d'un moviment cap enrere i cap endavant encendre la serra. A Corneliszoon se li va concedir una patent per a la seva cigonyal en 1597. A partir del segle xvi, hi ha abundants mostres d'ús de cigonyals i bieles integrades en el disseny de diverses màquines. Aquestes es descriuen il·lustren en els tractats tecnològics de l'època com ara l'obra d'Agostino Ramelli del 1588 o el Novum Theatrum Machinarum de Georg Andreas Böckler amb 45 màquines diferents.

## Disseny

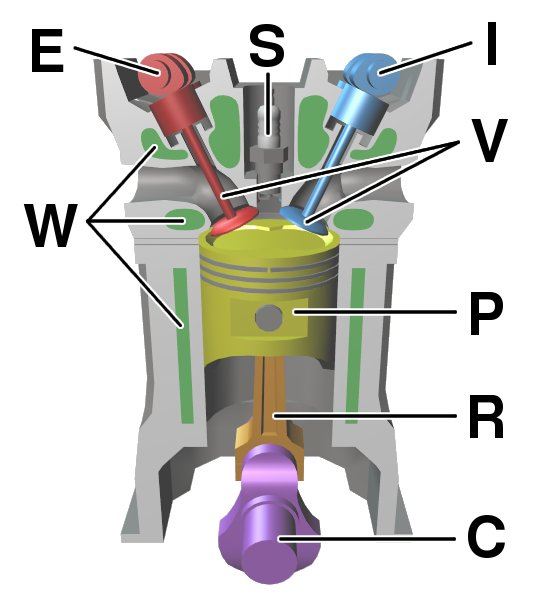
Components d'un motor d'explosió de 4 temps típic: (E) arbre de lleves d'escapament, (I) arbre de lleves d'admissió, (S) bugia, (V) vàlvules, (P) pistó, (R) biela, (C) cigonyal, (W) camisa d'aigua per al flux de refrigerant.

Els motors grans són generalment pluricilíndrics per reduir les vibracions, per connectar els diversos pistons cal llavors utilitzar un cigonyal complex. Molts motors petits, com ara les que es troben en els ciclomotors o maquinària de jardí, són només d'un cilindre amb un disseny molt més senzill del cigonyal.

## Construcció

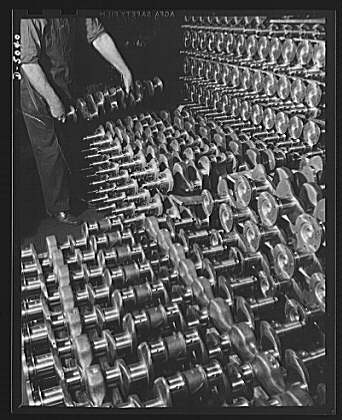
Producció de cigonyals per motors marins, a la factoria de Continental engine als Estats Units, l'any 1942.

Un cigonyal pot ser de fabricació monolítica (fet d'una sola peça) o muntats a partir de diverses peces. Els cigonyals monolítics són més comuns, però alguns motors més petits i els de grans dimensions utilitzen cigonyals muntats.

### Forja i fosa
Els cigonyals poden ser forjats a partir barra d'acer, normalment a través de rotllo de forja o fosa d'acer dúctil. Avui en dia els fabricants cada vegada tendeixen més a afavorir l'ús de cigonyals forjats perquè són més lleugers, compactes i amb un millor amortiment inherent. Amb cigonyals forjats, acers amb micro-aliatge de vanadi s'utilitzen sobretot com aquests acers poden ser refrigerats per aire després d'arribar als punts forts d'alta sense tractament tèrmic addicional, amb excepció a l'enduriment superficial de les superfícies de rodament. El contingut de baix aliatge també fa que el material més barat que els acers d'alta aliatge. Acers al carboni també s'utilitzen, però això requereix un tractament tèrmic addicional per assolir les propietats desitjades. Els cigonyals de ferro avui dia es troben sobretot en els motors de producció més barats (com els que es troben en els motors dièsel de Ford Focus), on les càrregues són menors. Alguns també utilitzen motors de ferro colat cigonyals per a les versions de baix rendiment, mentre que la versió d'alt rendiment més car l'ús d'acer forjat.

### Mecanitzat
El cigonyals també poden ser fabricats a partir d'un d'una barra d'acer d'alta qualitat refosa al buit. Tot i que el flux de la fibra (heterogeneïtats locals de la composició química del material generat durant la bugada) no segueix la forma del cigonyal (que no és desitjable), això no sol ser un problema, ja que els acers de major qualitat que normalment són difícils de falsificar pot utilitzats. Aquests cigonyals tendeixen a ser molt costós per la gran quantitat de remoció de material que s'ha de fer mitjançant l'ús de torns i fresadores, el cost material d'alta i el tractament tèrmic addicional. No obstant això, atès que no calen eines cares, aquest mètode permet la producció de petites sèries de producció de cigonyals que es facin sense els alts costos.

### Resistència a la fatiga
La resistència a la fatiga de cigonyals sol augmentar-se mitjançant l'ús d'un ràdio en els extrems de cada bancada i la monyeca. El radi es redueix la pressió en aquestes àrees crítiques, però com els radis en la majoria dels casos s'enrotllen, això també deixa una mica de la tensió residual de compressió en la superfície que impedeix la formació d'esquerdes.

### Enduriment
La majoria de la producció de cigonyals utilitzar superfícies temperades per inducció tenint des que el mètode dona bons resultats amb baixos costos. També permet que el cigonyal ser rectificat sense haver de refer l'enduriment. Però cigonyals d'alt rendiment, cigonyals bitllet, en particular, tendeixen a utilitzar nitrificació lloc. És un procés més lent i, per tant, més costosa, i a més posa certes exigències dels metalls d'aliatge en l'acer, per tal de ser capaç de crear nitrurs estables. L'avantatge de la nitrificació és que es pot fer a baixes temperatures, que produeix una superfície molt dura i el procés deixarà una mica de la tensió residual de compressió en la superfície que és bo per a les propietats de fatiga del cigonyal. La baixa temperatura durant el tractament té l'avantatge que no té efectes negatius sobre l'acer, com ara el recuit. Amb cigonyals que operen en els rodaments de rodets, l'ús de la carburació tendeix a ser afavorida pel contacte de Hertz a altes pressions, al mateix imprès. Igual que nitruració, la carburació també deixa algunes tensions residuals de compressió a la superfície.

### Els contrapesos
Alguns cigonyals cars i d'alt rendiment també utilitzen contrapesos de metalls pesants perquè el cigonyal més compacte. Els metalls pesants es fa servir més sovint d'un aliatge de tungstè, però l'urani empobrit ha estat utilitzat. Una opció més barata és l'ús de plom, però en comparació amb tungstè la seva densitat és molt menor.

### Anàlisi de fallada de cigonyals
Un cigonyal està sotmès a diverses forces durant el seu gir, però en general ha de ser analitzat en dues posicions. En primer lloc, la falla pot ocórrer en la posició de màxima flexió, el que pot estar al centre de la maneta o a qualsevol extrem. En aquesta condició la falla es deu a la flexió i la pressió en el cilindre és màxima. En segon lloc, la maneta pot fallar degut a la torsió, de manera que la biela és necessari revisar l'esforç tallant a la posició de torsió màxim. La pressió en aquesta posició és la pressió màxima, però només una fracció de la pressió màxima.